# Uesslingen-Buch
Uesslingen-Buch ist seit 1995 eine politische Gemeinde im Bezirk Frauenfeld des Kantons Thurgau in der Schweiz.

## Geographie
Die Doppelgemeinde Uesslingen-Buch besteht aus den beiden Dörfern Uesslingen und Buch bei Frauenfeld und liegt westlich der Kantonshauptstadt Frauenfeld am Nordufer der Thur. Im Norden der Gemeinde auf der Grenze zu Hüttwilen liegen der Hasensee und der Hüttwilersee.

## Geschichte
Die politischen Gemeinde Uesslingen-Buch entstand am 1. Januar 1995 im Zuge der Thurgauer Gemeindereform aus der Zusammenlegung der Ortsgemeinden Uesslingen und Buch bei Frauenfeld mit der Munizipalgemeinde Uesslingen. Die von der Munizipalgemeinde Uesslingen abgetrennte Ortsgemeinde Warth vereinigte sich gleichzeitig mit der von der Munizipalgemeinde Pfyn abgetrennten Ortsgemeinde Weiningen zur Gemeinde Warth-Weiningen.
→ siehe auch Abschnitt Geschichte im Artikel Uesslingen

→ siehe auch Abschnitt Geschichte im Artikel Buch bei Frauenfeld

## Bevölkerung
| Hier fehlt eine Grafik, die leider im Moment aus technischen Gründen nicht angezeigt werden kann. Wir arbeiten daran! |

|                         | 1850 | 1900 | 1950 | 1990 | 2000 | 2010 | 2018 |
| ----------------------- | ---- | ---- | ---- | ---- | ---- | ---- | ---- |
| Politische Gemeinde     |      |      |      |      | 1041 | 1060 | 1085 |
| Ortsgemeinde Uesslingen | 631  | 441  | 468  | 585  |      |      |      |
| Ortsgemeinde Buch       | 380  | 305  | 331  | 333  |      |      |      |

Von den insgesamt 1085 Einwohnern der Gemeinde Uesslingen-Buch im Jahr 2018 waren 93 bzw. 8,6 % ausländische Staatsbürger. 566 (52,2 %) waren evangelisch-reformiert und 261 (24,1 %) römisch-katholisch.
→ siehe auch Abschnitt Religionen im Artikel Uesslingen

## Wappen

Buch bei Frauenfeld

Uesslingen

Uesslingen-Buch

Blasonierung: Mit Wellenschnitt geteilt von Weiss mit zwei gekreuzten schwarzen Pfeilen mit weissen Blutrinnen und von Schwarz.
Die Pfeile verweisen auf den Mittelpunkt von Buch, die dem heiligen Sebastian geweihte Kapelle. Der gewellte Wappenfuss symbolisiert die Thur. Die Farben Schwarz und Weiss offenbaren die einstige Zugehörigkeit zur Gerichtsherrschaft der Kartause Ittingen.
Nachdem 1995 die politische Gemeinde Uesslingen-Buch gebildet worden war, beschloss die Gemeindeversammlung 2005 die Kombination der Wappen der beiden ehemaligen Ortsgemeinden zu einem neuen.

## Wirtschaft
Im Jahr 2016 bot Uesslingen-Buch 278 Personen Arbeit (umgerechnet auf Vollzeitstellen). Davon waren 36,8 % in der Land- und Forstwirtschaft, 21,9 % in Industrie, Gewerbe und Bau sowie 41,3 % im Dienstleistungssektor tätig.

## Sehenswürdigkeiten

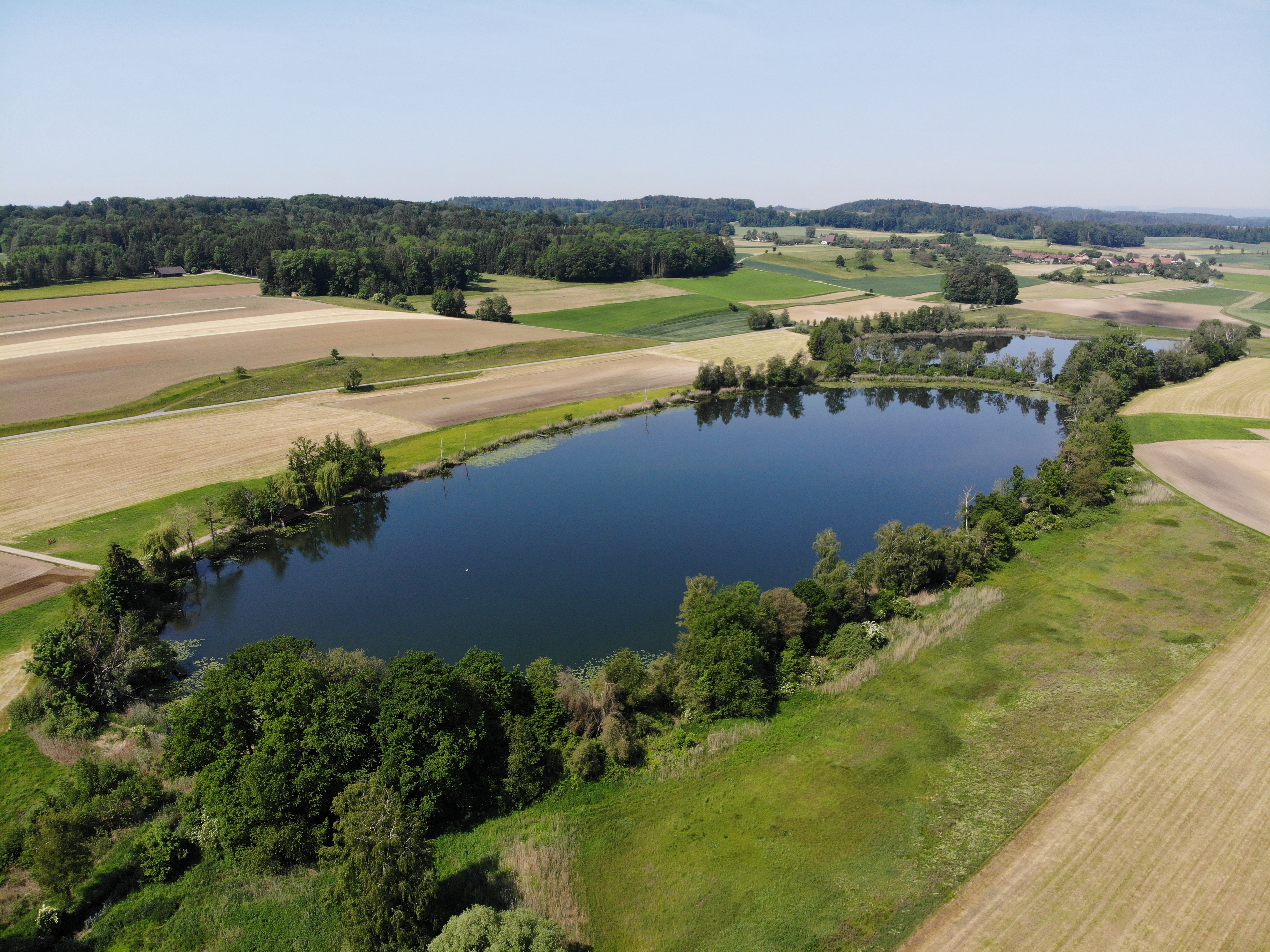
Hasensee

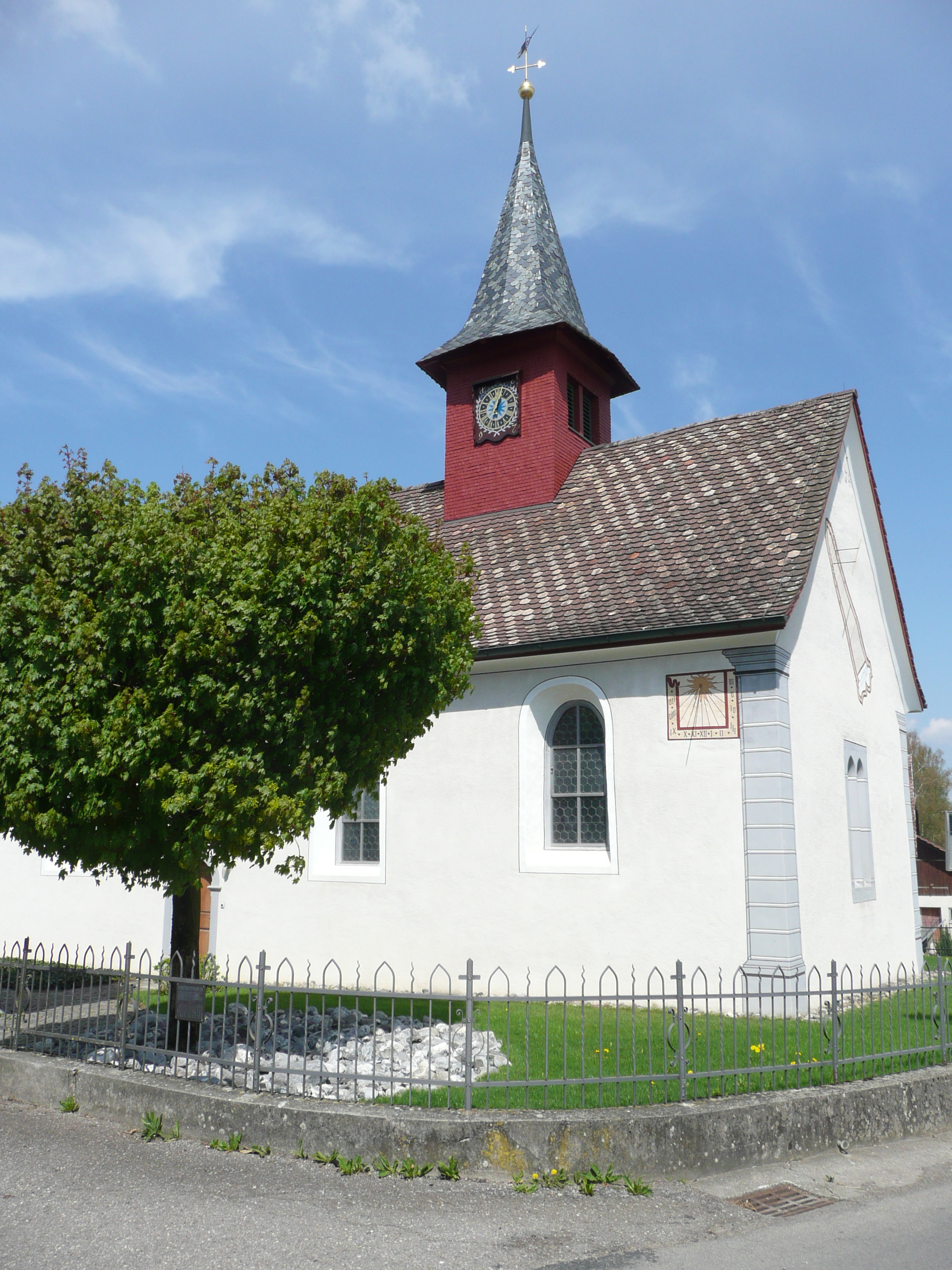
Kapelle St. Sebastian in Buch

- Die St. Sebastianskapelle mit bedeutenden frühgotischen Fresken[11]
- Der kleine Hasensee befindet sich im Nordwesten der Gemeinde.
- Die Weiler Iselisberg und Trüttlikon sind im Inventar der schützenswerten Ortsbilder der Schweiz aufgeführt.

## Bilder
→ siehe Abschnitt Bilder im Artikel Uesslingen